# Manyeobogam
Manyeobogam (coreà: 마녀보감) és una sèrie televisiva sud-coreana del 2016 del gènere històric i fantàstic que narra fets inspirats al voltant del llibre de medicina Dongui Bogam, compilat pel metge reial Heo Jun durant l'era Joseon. Fou produïda per JTBC i consisteix en 20 episodis.
El sèptim episodi no fou emès el divendres 3 de juny per l'emissió de la 52ª edició dels Premis Paeksang Arts. L'episodi fou emès el dissabte 4 de juny junt al vuitè episodi.
L'actriu Sae-ron Kim guanyà el Novè Premi de Drames Coreans en la categoria de Millor Actriu per la seua actuació a Manyeobogam.

## Repartiment
- Sae-ron Kim com a Seo-ri, una princesa convertida en bruixa.
- Shi-yoon Yoon com a Heo Jun, el metge reial.[1]
- Sung-jae Lee
- Jung-ah Yum
- Si-yang Kwak[5][6]